# Tabanus bakeri
Tabanus bakeri är en tvåvingeart som beskrevs av Philip 1959. Tabanus bakeri ingår i släktet Tabanus och familjen bromsar. Inga underarter finns listade i Catalogue of Life.